# Maria Anna Lindmayr

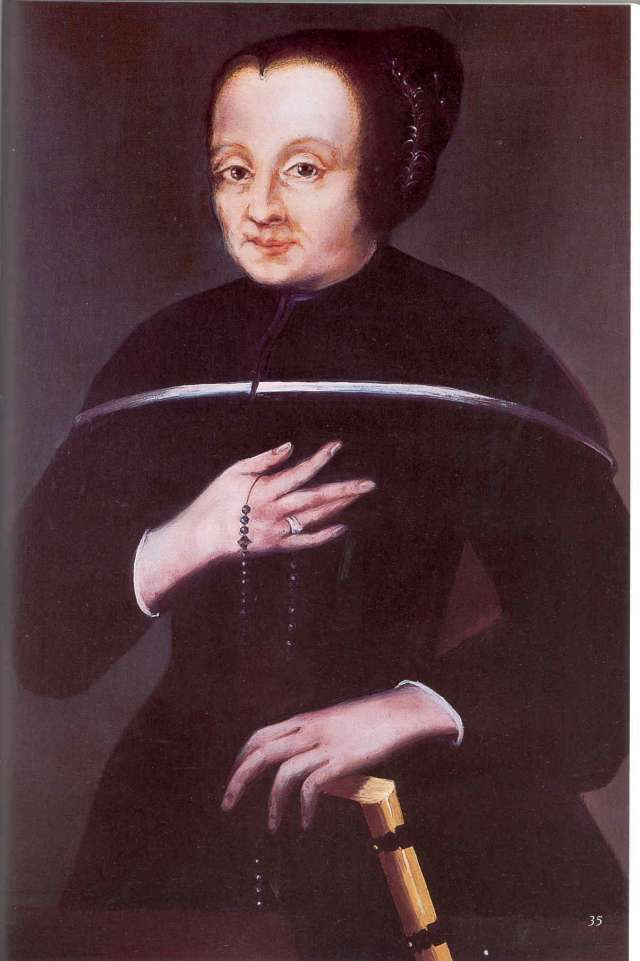
Maria Anna Lindmayr

Maria Anna Josefa Lindmayr (* 24. September 1657 in München; † 6. Dezember 1726 ebenda) war eine deutsche Karmelitin und Mystikerin.

## Leben
Ihr Vater, Franz Lindmayr, war Kammerdiener des Herzogs Maximilian Philipp Hieronymus von Bayern-Leuchtenberg (1638–1705, 2. Sohn von Maximilian I.). Ihre Mutter schenkte neben Maria Anna noch 14 weiteren Kindern das Leben. Im tief religiösen Elternhaus wurde sie in streng katholischer Frömmigkeit erzogen. 
Am 29. November 1672 legte sie eine Generalbeichte ab. Am 16. Juli 1687 trat sie in den Karmelitenorden ein. Von diesem Zeitpunkt an trug sie wohl das Skapulier, war jedoch sehr zu ihrem Leidwesen noch nicht in ein Kloster aufgenommen. Ihren Aussagen zufolge bat sie wiederholt um Aufnahme in verschiedene Klöster, wurde jedoch immer wieder abgewiesen oder erkrankte vor dem Eintritt so schwer, dass sie davon absehen musste. Erst im Oktober 1711 wurde sie in das erst einen Monat vorher (17. September 1711) gegründete Karmelitinnenkloster in München aufgenommen. Anfangs noch als Terziarin, legte sie am 22. Mai 1713 die Profess ab. Am 10. Juni 1713 feierte man ihr Schleierfest. Im März 1716 wurde sie für drei Jahre zur Priorin gewählt und 1719 für weitere drei Jahre in diesem Amt bestätigt. Als man sie 1722 ein weiteres Mal wählen wollte, lehnte sie ab, wurde jedoch von ihren Mitschwestern gedrängt, zumindest Novizenmeisterin zu werden. Dieser Bitte gab sie schließlich nach.
Um Gott näher zu kommen geißelte sie sich ihren eigenen Angaben zufolge, unter anderem durch Nahrungsentzug, Tragen von Stachelketten, Rutenschläge oder Schlafen auf Brennnesseln. Zwei Zeugnissen zufolge soll Lindmayr die Stigmata getragen haben.
Um die Jahreswende 1725/26 erblindete sie. Nach längerer Krankheit starb Lindmayr am 6. Dezember 1726 friedlich im 69. Lebensjahr. Am 17. Dezember wurde sie in der Gruft des Klosters beigesetzt. Ein Seligsprechungsprozess wurde am 10. Januar 1727 wohl eingeleitet, jedoch nicht zu Ende geführt. Im Dezember 1802 wurde das Münchner Karmelitinnenkloster säkularisiert. Bei den folgenden Räumungsarbeiten warf man Lindmayrs Gebeine zusammen mit den Überresten anderer verstorbener Schwestern in der Nacht des 21. Januar 1803 auf einen städtischen Müllwagen, transportierte das Ganze auf einen Friedhof und verscharrte alles in einem Massengrab.

## Wirkung
Lindmayr erfuhr zahlreiche Visionen, darunter jene, die zum Bau der Münchner Dreifaltigkeitskirche führte. Dabei sagte sie voraus, dass München von der Verwüstung durch die österreichischen Truppen im spanischen Erbfolgekrieg verschont bleiben würde, wenn die Gemeinde eine Kirche zu Ehren der Heiligen Dreifaltigkeit errichten ließe. Daraufhin gelobten am 17. Juli 1704 die drei Stände, Klerus, Adel und Bürger die Errichtung derselben. Obwohl der Krieg und die folgende Besetzung für München einige Beschwernisse wie Zwangsrekrutierungen oder hohe Steuerlasten brachte, wurde die Stadt weder belagert noch von der Pest heimgesucht, dies im Gegensatz zum übrigen Bayern. Erst nach zahlreichen Verzögerungen und Ermahnungen wurde schließlich am 21. Oktober 1711 das Gelöbnis eingelöst und der Grundstein zum Bau der Kirche gelegt. Die Konsekration konnte am 29. Mai 1718 vollzogen werden. Schon vorher, am 8. Januar 1715, hatten die letzten Besatzungstruppen die Stadt verlassen und konnte Kurfürst Max Emanuel aus seinem Exil zurückkehren.